# Кёпке, Андреас
Андре́ас Кёпке (нем. Andreas Köpke; род. 12 марта 1962, Киль, ФРГ) — немецкий футболист, вратарь. Выступал за сборную Германии. Чемпион мира 1990 года и чемпион Европы 1996 года. Признан лучшим футболистом Германии 1993 года, лучшим вратарём Германии 1993 года, лучшим вратарём мира 1996 года. Участвовал в чемпионатах мира 1990, 1994, 1998 годах и чемпионатах Европы 1992 и 1996 годах. До Евро-96 Андреас Кёпке был сменщиком Бодо Иллгнера в воротах сборной. В 1996 и 1998 годах был основным вратарём сборной Германии.

## Клубная карьера
Карьеру начал в клубе родного города «Хольштайн». Затем играл за клубы «Шарлоттенбург», «Герта», «Нюрнберг», «Айнтрахт» Франкфурт-на-Майне, «Марсель». Больше всего матчей Кёпке провел за «Нюрнберг» — 262. В июле 1996 подписал контракт с «Барселоной».
15 июня 2001 года у Кёпке состоялся прощальный матч на стадионе в Нюрнберге, который собрал аншлаг в 40 тысяч зрителей. Всего сыграл 346 матчей в Бундеслиге, 173 — во Второй Бундеслиге, 68 матчей — в Чемпионате Франции по футболу. В 2010 году путем интернет-голосования на сайте футбольного клуба «Нюрнберг» Кёпке был выбран вратарем-легендой века.

## Карьера в сборной
Пиком карьеры для Кёпке был 1996 год. В сборной Германии, ставшей чемпионом Европы, он был не только основным вратарём, но и одним из лидеров команды. В заключительном матче группового турнира взял пенальти от Джанфранко Дзолы, а в полуфинале против сборной Англии отразил удар Гарета Саутгейта с пенальти и обеспечил участие своей команды в финале чемпионата Европы. Кёпке был признан лучшим вратарём мира 1996 года.
Был основным вратарем немецкой сборной и на чемпионате мира 1998. В соответствии с ранее принятым решением завершил выступления за сборную после этого турнира. Его уход открыл дорогу Оливеру Кану. Всего Кёпке провел за сборную Германии 59 матчей.
Карьеру в сборной продолжил в 2004 году, на этот раз в роли тренера. Возглавив Бундестим в том году, Юрген Клинсман первым делом сменил тренера вратарей: вместо Тони Шумахера новым тренером голкиперов стал Андреас Кёпке.
В апреле 2017 года Немецкий футбольный союз продлил контракт с Кёпке до чемпионата Европы 2020 года.

## Достижения

### Командные
- Победитель Второй Бундеслиги: 2000/01
- Чемпион мира: 1990
- Чемпион Европы: 1996

### Личные
- Лучший футболист Германии: 1993
- Лучший вратарь мира по версии МФФИИС: 1996
- Лучший вратарь Европы по версии УЕФА: 1996
- Входит в состав символической сборной по итогам чемпионата Европы 1996 (по версии УЕФА)

## Семья
Сын Паскаль (1995 года рождения), нападающий.